# David Koresh
David Koresh, narozený jako Vernon Wayne Howell (17. srpna 1959 Houston – 19. dubna 1993 Waco), byl vedoucím náboženského hnutí davidánů.

## Biografie
K davidiánům, vycházejících z Církve adventistů sedmého dne, se Howell přidal v roce 1981 a za krátkou dobu se stal jejích vysoce postaveným členem díky milostnému poměru se starou vedoucí sekty Lois. Následovalo období, kdy bojoval o vedoucí postavení v této skupině s Loisiným synem Georgem. Po svém neúspěchu však organizaci v roce 1984 opustil a založil si vlastní odnož.
U George, který byl vedoucím Davidánů od Loisiny smrti v roce 1986, se ale začala projevovat vážná psychická porucha. Toho Howell využil a po svém návratu do sekty George svrhl a roku 1988 zaujal jeho místo. Tehdy začal stavět sídlo této náboženské skupiny, ranč Mount Carmel Center (několik km od města Waco v Texasu), změnil si jméno na Davida Koreshe a považoval se za proroka, který zahájí apokalypsu. Získal si řadu příznivců, již jej také za proroka považovali; u ostatních byl jejich vůdcem a učitelem, který je usměrňoval v jejich víře.
Koresh měl kladný vztah ke zbraním, což dokazoval i zastáváním práva je nosit (podle druhého dodatku americké ústavy). Zbraně také ve velkém kupoval, prodával, zkoušel, navštěvoval veletrhy, výstavy a exhibice s nimi (tzv. gun shows). Brzy dal příkaz ke shromažďování zbraní v Mt. Carmel Center, díky čemuž se o něj i o ranč, kde sekta sídlila, začal zajímat úřad ATF.
Koresh zemřel při požáru, který vznikl při zásahu ozbrojených složek na tento ranč. Událost je známá jako incident ve Waco.

## David Koresh v kultuře
- Norská aggrotech kapela Combichrist jmenuje ve své písni „God Bless“ (česky „Bůh žehnej“) celou řadu sériových vrahů, teroristů a jiných osob, mezi nimi je i David Koresh.[2][3]
- V roce 2018 měl premiéru životopisný televizní seriál „Waco“ [4]
- V roce 2023 měl na Netflixu premiéru dokumentární seriál „Masakr ve Waco“ [5][6]